# T-DSL-Resale
T-DSL-Resale bezeichnet das von der Deutschen Telekom an Internet Service Provider gerichtete Vorleistungsangebot, ihre bei Teilnehmern geschalteten DSL-Anschlüsse als eigenes Produkt auf Großhandelsbasis (Resale) zu vermarkten.
Im Bündel mit den Netzzuführungsvarianten T-DSL-ZISP, ISP-Gate und T-OC-DSL entspricht das Angebot funktional weitgehend einem IP-Bitstromzugang. Die Anbieter treten gegenüber den Konsumenten als alleinige Vertrags- und Ansprechpartner des DSL-Zugangs auf, jedoch setzt T-DSL-Resale einen durch den Teilnehmer zu unterhaltenden Festnetzanschluss der Deutschen Telekom voraus.

## Technisches
T-DSL-Resale-Anschlüsse unterliegen genau den gleichen DSL-Schaltregeln wie von der Telekom an Endkunden vermarktete DSL-Anschlüsse mit den bekannten Auswirkungen bei längeren Anschlussleitungen.

## Marktentwicklung
Die Deutsche Telekom platzierte T-DSL-Resale Mitte 2004 gezielt als eigenes Marketinginstrument ihrer DSL-Anschlüsse auf dem Markt, um deren Marktdominanz auf dem Breitband-Markt gegen die aufkommende Konkurrenz von Anbietern mit eigener Infrastruktur weiter zu sichern und einen weitergehenden regulierten Bitstromzugang zu verhindern beziehungsweise möglichst lange zu verzögern.
Nach der Etablierung 2004 entwickelten sich die T-DSL-Resale-Anschlusszahlen zunächst rasant, da die Deutsche Telekom T-DSL-Resale gezielt strategisch am Markt gegen die auf Teilnehmeranschlussleitungsmiete basierenden Angebote der alternativen Festnetzanbieter platzierte. Nachdem ab 2006 die Kunden jedoch verstärkt die zunächst nur von den alternativen Festnetzanbietern vermarkteten Komplettanschlusspakete nachfragten und die Telekom ihre DSL-Vermarktung daraufhin auf die eigenen Call&Surf-Komplettanschlusspakete umstellte, verlor T-DSL-Resale abrupt seine Attraktivität am Markt.
Wettbewerber konnten wegen des vorhandenen Bündelungszwangs von T-DSL-Resale-Anschlüssen mit einem durch den Teilnehmer zu unterhaltenden Festnetzanschluss der Telekom auf der Basis von T-DSL-Resale den Kunden keine vergleichbaren Komplettanschlussangebote anbieten. Konkurrierende Internetzugangsanbieter realisieren ihre Angebote deshalb nahezu ausschließlich auf Basis der vollständig entbündelten Teilnehmeranschlussleitung, womit entsprechende Angebote ohne gebündelten Telekom-Telefonanschluss möglich sind.
Zusätzlich nutzen immer mehr Internetzugangsanbieter in den Ballungsgebieten die von Telefonica dort als T-DSL-Resale-Alternative angebotene Vorleistung auf Line-Sharing-Basis, wenn die Kunden die Beibehaltung des Telekom-Festnetzanschlusses wünschten, womit höhere Datenraten gegenüber den eingeschränkten T-DSL-Resale-Datenraten realisierbar sind.
Ende September 2007 hatte die Telekom 11,6 Millionen T-DSL-Anschlüsse (entsprechend einem Marktanteil von zwei Dritteln am deutschen Breitbandmarkt) geschaltet, wovon 3,5 Millionen über die T-DSL-Resale-Vertriebsschiene vermarktet waren. Im 4. Quartal 2007 kam der Absatz von T-DSL-Resale völlig zum Erliegen und die T-DSL-Resale-Anschlusszahlen stagnierten auf den Zahlen des Vorquartals, während die Zahl der an Endkunden direkt vermarkteten Anschlüsse um mehr als eine halbe Million zunahm. Am 31. Dezember 2008 hatte die Telekom 13,3 Millionen T-DSL-Anschlüsse geschaltet, wovon nur noch 2,5 Millionen über die T-DSL-Resale/IP-BSA-Vertriebsschiene vermarktet waren, was einem Rückgang um 28 % gegenüber dem 31. Dezember 2007 entspricht.
Als Folge wurde dadurch in nicht von Wettbewerbern durch DSLAM-Kollokation oder Kabelinternet erschlossenen Anschlussbereichen die marktbeherrschende Stellung der Deutschen Telekom im Breitbandbereich weiter ausgebaut, da Internetzugangsanbieter dort keine am Markt konkurrenzfähigen Angebote auf der Basis der Vorleistungen des etablierten Betreibers (ILEC) anbieten konnten. Von dieser Situation waren etwa 30–40 % der Haushalte in Deutschland, insbesondere außerhalb der Ballungsgebiete, betroffen.
Der Chef der Bundesnetzagentur äußerte sich hierzu im Januar 2008, dass er dies als unproblematisch ansehe.

## Ablösung durch den regulierten Bitstromzugang
Seit Juli 2008 steht den Wettbewerbern als Alternative zu T-DSL-Resale nach einem mehrere Jahre dauernden Regulierungsverfahren der Bitstromzugang zur Verfügung, der aufgrund der Entbündelung vom durch den Kunden zu unterhaltenden Festnetzanschluss für die Wettbewerber deutlich attraktiver ist und in der Folge T-DSL-Resale weitgehend ersetzen dürfte.  Die aktive Vermarktung von T-DSL Resale Anschlüssen durch Wettbewerber der deutschen Telekom wurde bis Mitte 2010 annähernd vollständig eingestellt. Eine Ausnahme stellt hier der Provider 1&1 dar, welcher T-DSL Anschlüsse auf telefonische Nachfrage noch anbietet.